# Magnus I (Saksonia-Lauenburg)
Magnus I (ur. 1470, zm. 1 sierpnia 1543) – książę saski na Lauenburgu 1507–1543.
Był synem Jana V, księcia saskiego na Lauenburgu, i jego żony Doroty Hohenzollern.
W listopadzie 1509 w Wolfenbüttel poślubił Katarzynę, księżniczkę brunszwicką. Z tego małżeństwa pochodzili:
- Franciszek I,
- Dorota, żona Chrystiana III, króla Danii,
- Katarzyna, żona Gustawa Wazy, króla Szwecji,
- Zofia,
- Klara, żona Franciszka, księcia brunszwickiego na Giffhorn,
- Urszula, żona Henryka V, księcia meklemburskiego.